# Іван Яковчич
Іван Яковчич (хорв. Ivan Jakovčić; нар. 15 листопада 1957, Пореч) — хорватський політик, колишній підприємець, євродепутат із 2014 до 2019 року, жупан Істрійської жупанії у 2001—2013 рр., голова Демократичної асамблеї Істрії у 1991—2014 рр., міністр європейської інтеграції у 2000—2001 рр.
Початкову і середню школу закінчив у рідному Поречі. Вищу освіту здобув 1980 року на факультеті зовнішньої торгівлі Загребського університету. У 1980-х рр. займався перш за все експортно-маркетинговою діяльністю у пазинському підприємстві «Пазинка», після чого зайнявся приватним підприємництвом в Австрії, а після повернення — в Хорватії. З 1991 включився у політичну діяльність.
Володіє італійською, німецькою, французькою та англійською мовами.